# Burkat
Burkat – wieś w Polsce położona w województwie warmińsko-mazurskim, w powiecie działdowskim, w gminie Działdowo. Leży przy drodze wojewódzkiej nr 542.
Wieś istniała już przed 1350 rokiem a powstała w wyniku rozszerzania wpływów Zakonu Krzyżackiego. Nazwa wywodzi się być może od imienia Burhardt lub od ptaka burkata z rodziny sokołowatych, używanego do polowań. W połowie XVI wieku wieś wchodziła w skład ziem Fryderyka von Oelsnitza, który mieszkał w dworze w Burkacie.
Szkoła w Burkacie działała prawdopodobnie już przed rokiem 1712. W budynku z kamienia krytym słomą uczyło się 30 dzieci. W 1864 nastąpiła jej rozbiórka i budowa nowej jednoklasowej szkoły. Pomieszczenie dla drugiej klasy dobudowano przed 1914.
Kościół we wsi istniał już w XIV wieku, prawdopodobnie drewniany. W XV wieku zniszczony w wyniku wojny polsko–krzyżackiej, następnie odbudowany, od XVI wieku był świątynią ewangelicką. Został rozebrany w 1821 roku. Nowy kościół w stylu neogotyckim wzniesiono w latach 50. XIX wieku. Parafia funkcjonowała w ramach państwa pruskiego, od 1860 r. nabożeństwa sprawowano w języku niemieckim. Po zakończeniu I wojny w 1918 roku budynek przejął polski kościół ewangelicko-augsburski i był jego właścicielem aż do 2005.
Kościół pw. św. Jana Pawła II mieści się w byłej świątyni protestanckiej. W 2005 roku parafia św. Wojciecha odkupiła od gminy ewangelicko-augsburskiej budynek kościelny i utworzyła tu filię parafii Św. Wojciecha w Działdowie. Od 2013 jest świątynią parafialną nowo erygowanej parafii rzymskokatolickiej.
W latach 1954–1972 wieś należała i była siedzibą władz gromady Burkat. W latach 1975–1998 miejscowość administracyjnie należała do województwa ciechanowskiego.
W miejscowości jest przystanek kolejowy Burkat.